# 蒙古逍遥蛛
蒙古逍遥蛛（学名：Philodromus mongolicus）为逍遥蛛科逍遥蛛属的动物。其种加词“mongolicus”意为“蒙古的”。在中国大陆，分布于内蒙古、新疆等地，主要生活于山野林间草丛。该物种的模式产地在内蒙古。